# سوپکا (استان آرخانگلسک)
سوپکا (به لاتین: Sopka) یک منطقهٔ مسکونی در روسیه است که در استان آرخانگلسک واقع شده‌است.